# 1120 w polityce

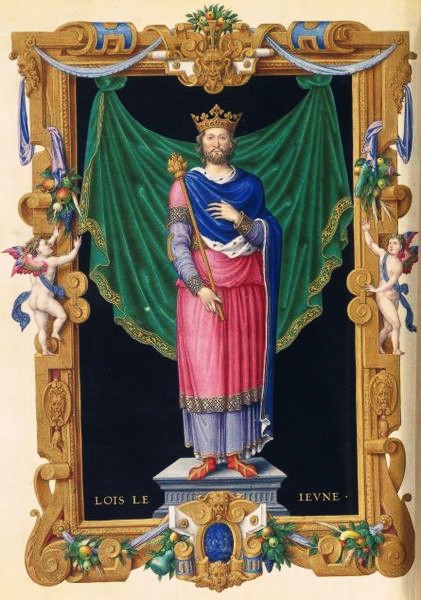
Ludwik VII Młody

Wydarzenia polityczne w 1120 roku.

## Urodzili się
- Ludwik VII Młody, król Francji[1].

## Zmarli
- Wilhelm Aetheling, w katastrofie statku Biały okręt[2].